# شلوری (هوراند)
شلوری یکی از روستاهای استان آذربایجان شرقی است که در دهستان دودانگه شهرستان هوراند واقع شده‌است.این روستا ۵۶ نفر جمعیت دارد.